# Tawaki Kam
Lyn-Wannan Tawaki Kam – nauruański polityk. 
Kandydował w wyborach parlamentarnych w czerwcu 2010, jednakże nieskutecznie. Trzy lata później kandydował ponownie. Tym razem dostał się do parlamentu (reprezentant okręgu wyborczego Meneng). Startuje także amatorsko w trójboju siłowym (złoty medal na Igrzyskach Nauruańskich 2009, które były pierwszą edycją tej imprezy).